# Benjamín Vicuña Mackenna
Pour les articles homonymes, voir Vicuña (homonymie).
Benjamín Vicuña Mackenna, né le 25 août 1831 à Santiago du Chili et mort le 25 janvier 1886 à son hacienda de Santa Rosa de Colmo (région de Valparaíso), est un historien, écrivain et homme politique chilien qui a joué un rôle important dans l'histoire du Chili notamment comme intendant de Santiago,.
Il est notamment à l'origine de l'aménagement de la colline Santa Lucia.

## Œuvres
- La batalla de Longomilla, Santiago, Chili, 1937
- Crónicas viñamarinas, Valparaíso, Chili, 1931
- La edad del oro en Chile, Santiago, Chili, 1932
- El general Bulnes en la jornada del 20 de abril de 1851, Santiago, Chili, 1937
- Historia de Santiago, 1938
- Historia de Valparaíso, 1936
- Las Islas desventuradas, 1930
- Los médicos de antaño en el reino de Chile, Santiago, Chili, 1932
- Memoria sobre el sistema penitenciario en general y su mejor aplicación en Chile, 1941
- Miscelánea, Santiago, Chili, 1931
- Obras completas de Vicuña Mackenna, 1936-1940
- Páginas de mi diario durante tres años de viaje : 1853-1854-1855, 1936
- Portales y su juicio, Santiago, Chili, édition del Pacífico, 1973
- La vida de un valiente : don Santiago Barrientos, 1930
- Una amistad de toda la vida, 1926